# Malarstwo Adolfa Hitlera

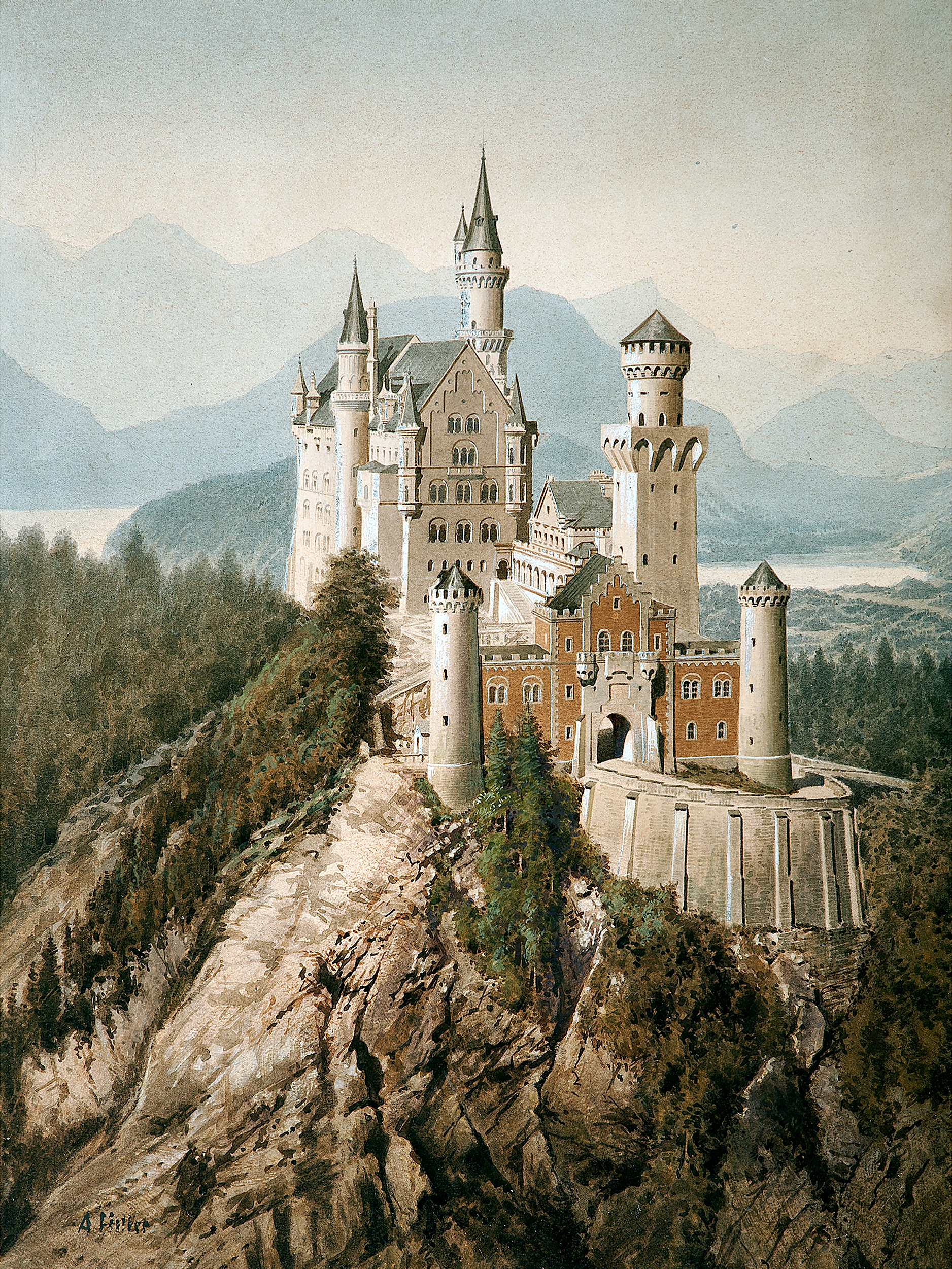
Zamek w Neuschwanstein, Adolf Hitler, 1907

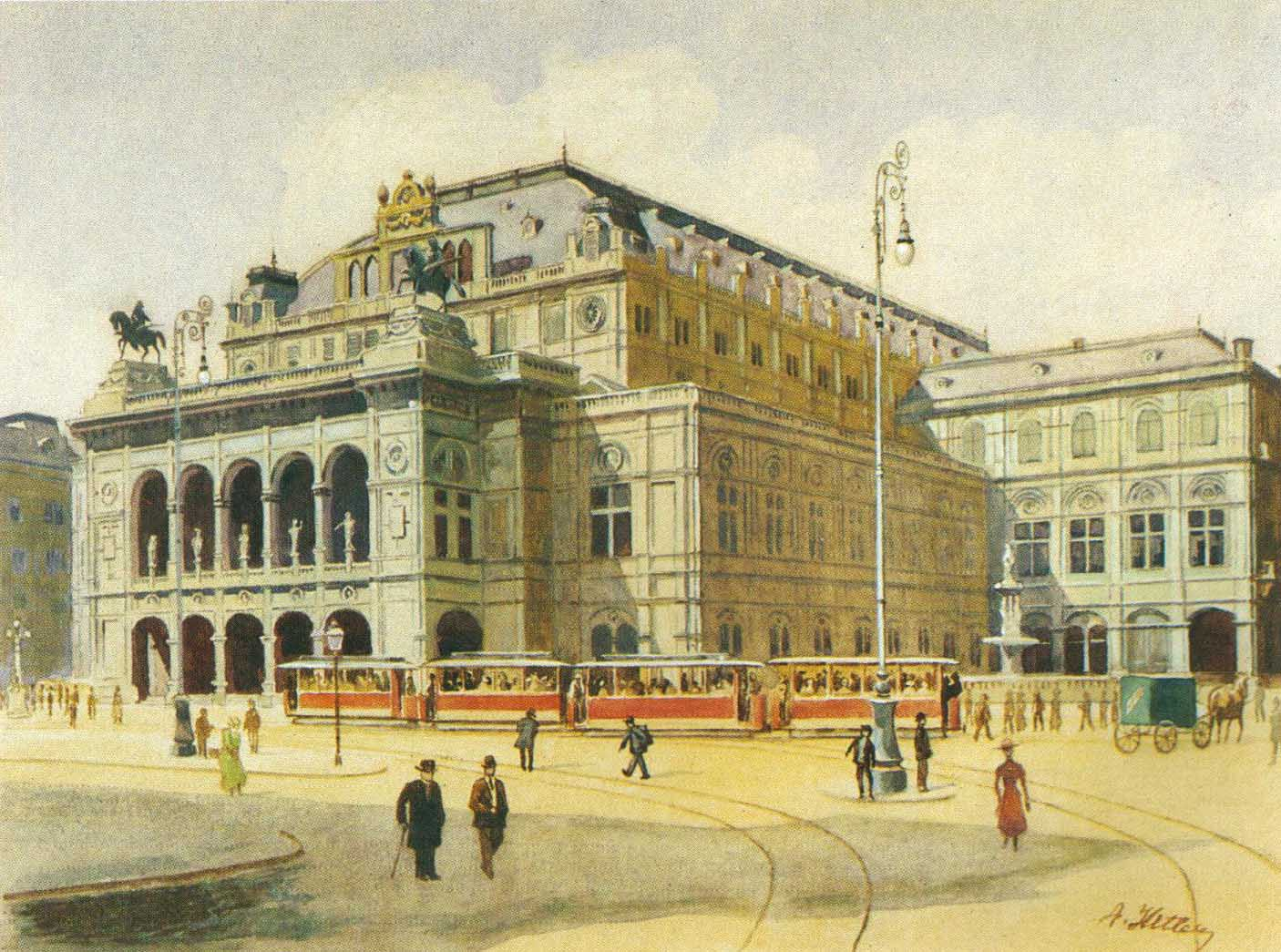
Wiedeńska opera narodowa, Adolf Hitler, 1912

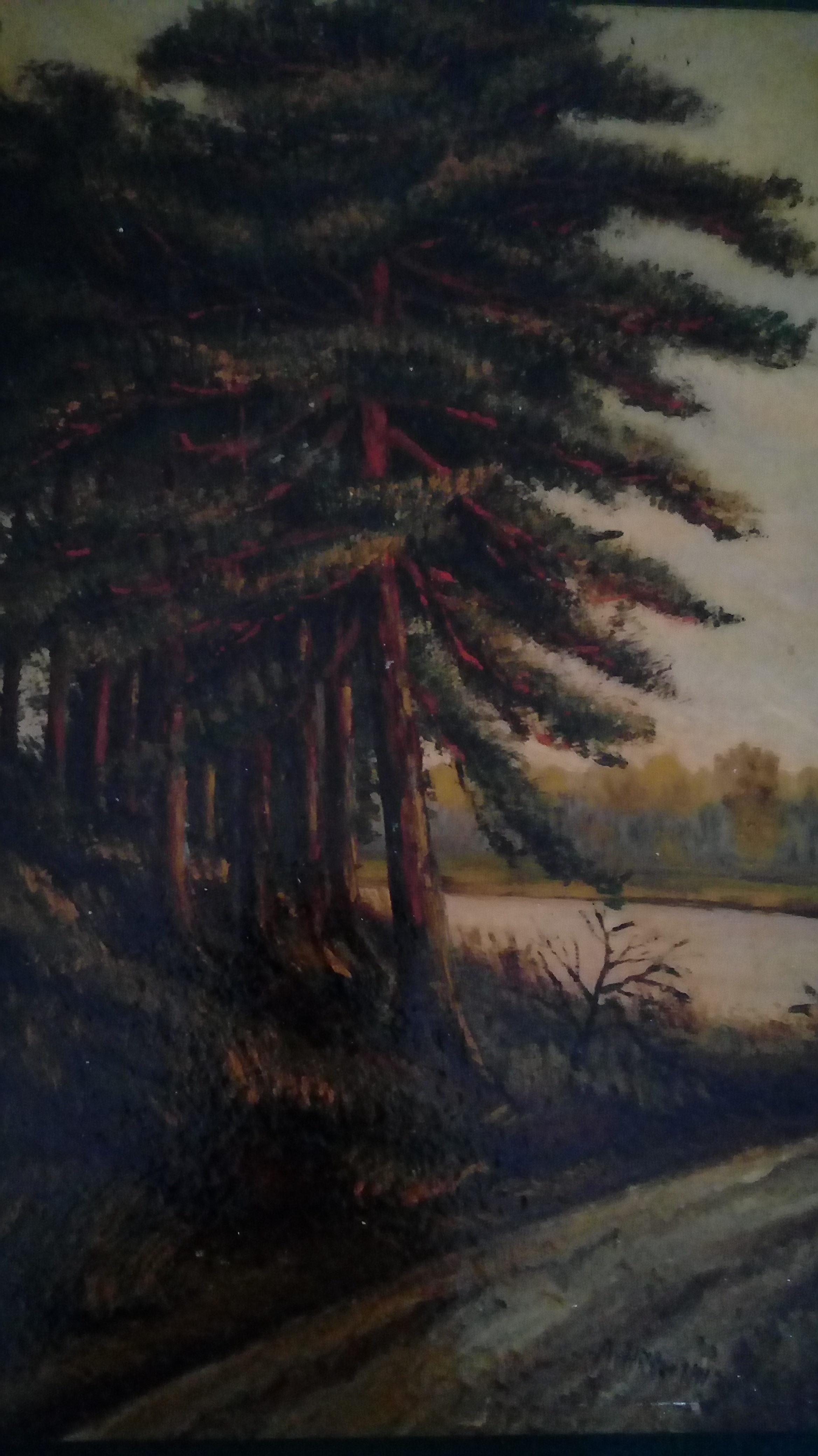
Drzewo przy drodze nad jezioro, Adolf Hitler, 1911

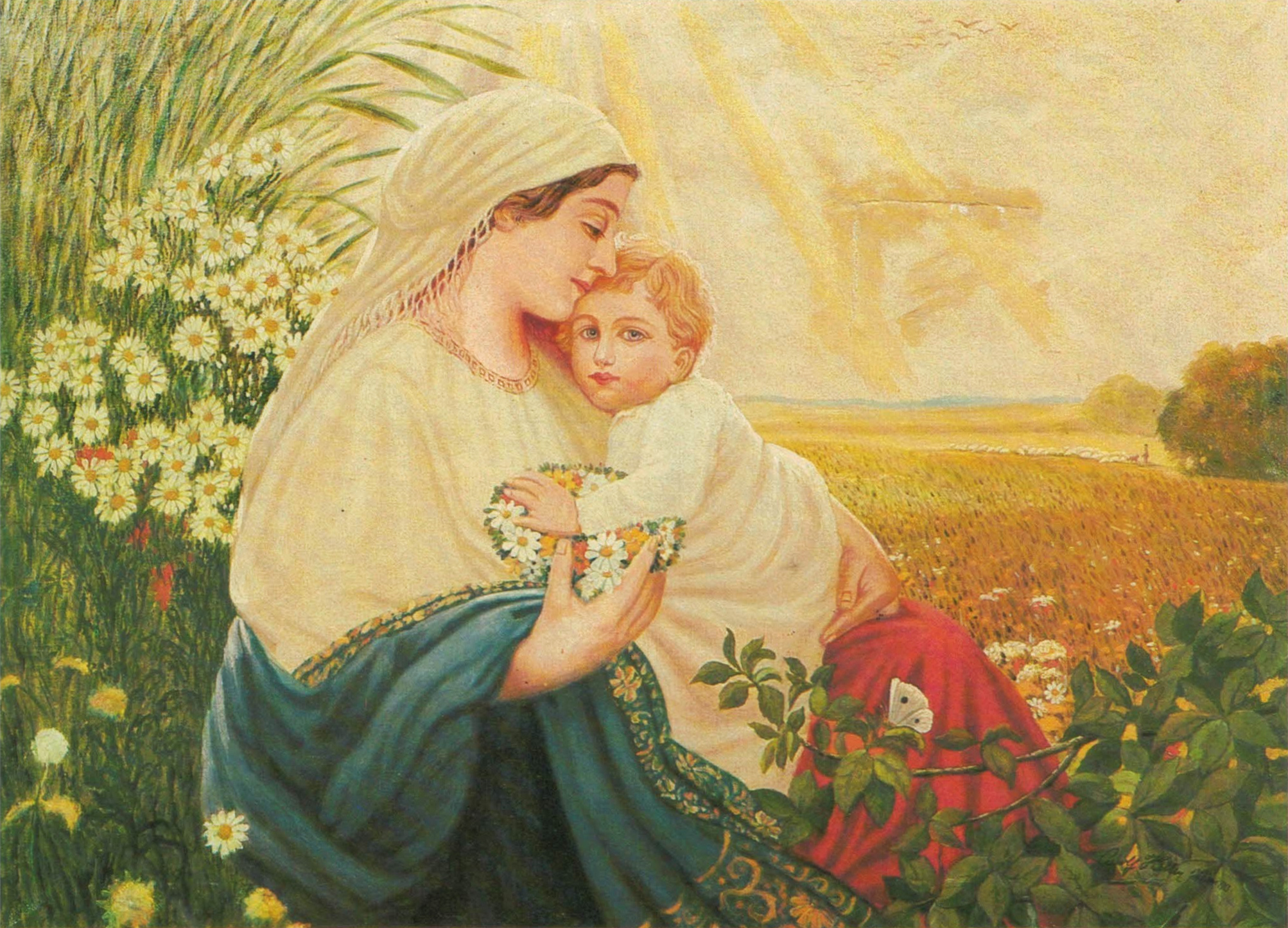
Matka Boska z Dzieciątkiem Jezus, Adolf Hitler, 1913

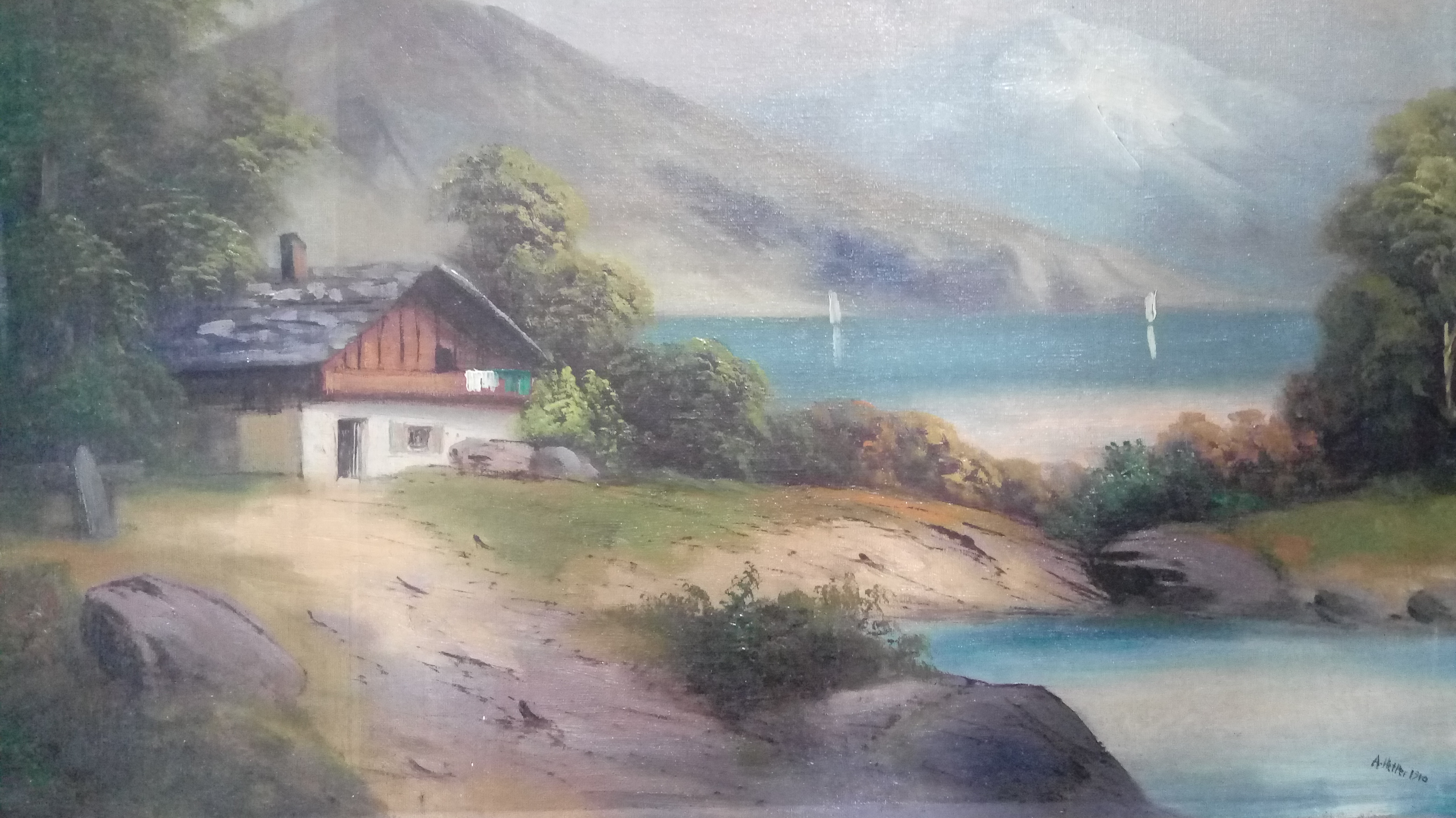
Dom nad jeziorem z górami, 1910

Malarstwo Adolfa Hitlera – Adolf Hitler, przywódca partii nazistowskiej w Niemczech w latach poprzedzających oraz podczas II wojny światowej, był także malarzem. Wyprodukował setki prac i sprzedał swoje obrazy oraz pocztówki, aby zarobić na życie w okresie swojego zamieszkiwania w Wiedniu (1908–1913). Mimo niewielkich sukcesów zawodowych malował przez całe życie. Po II wojnie światowej wiele jego obrazów zostało sprzedanych na aukcjach za dziesiątki tysięcy dolarów. Inne zostały zajęte przez armię Stanów Zjednoczonych i nadal są w posiadaniu rządu amerykańskiego.

## Styl artystyczny Hitlera
Obrazy Hitlera podejmujące temat architektury były bardzo precyzyjne. Zamiast rozwijać swój własny styl, Hitler w swoich pracach kopiował artystów XIX wieku i innych mistrzów, którzy go poprzedzali. Twierdził, że jego twórczość jest syntezą wielu ruchów artystycznych, ale czerpał przede wszystkim z grecko-rzymskiego klasycyzmu, włoskiego renesansu i neoklasycyzmu. Lubił techniczne umiejętności tych artystów, a także stosowaną przez nich zrozumiałą symbolikę. Nazwał Rudolfa von Alta swoim największym nauczycielem. Obaj wybierali podobną tematykę i paletę kolorów, ale Alt chętnie przedstawiał fantastyczne krajobrazy, poświęcając równorzędną, jeśli nie większą uwagę naturze i otaczającemu środowisku niż architekturze.

## Historia działalności twórczej

### Ambicje artystyczne
W swojej autobiografii Mein Kampf z 1925 Adolf Hitler opisał, jak w młodości chciał zostać profesjonalnym artystą, ale jego marzenia legły w gruzach, ponieważ nie zdał egzaminu wstępnego do Akademii Sztuk Pięknych w Wiedniu. Hitler został dwukrotnie odrzucony przez instytut – raz w 1907 i ponownie w 1908. Podczas swojego pierwszego egzaminu zdał część wstępną, która polegała na narysowaniu dwóch wyznaczonych ikonicznych lub biblijnych scen, w dwóch sesjach po trzy godziny każda. Druga część miała na celu przekazanie egzaminatorom przygotowanego wcześniej portfolio. Stwierdzono, że dzieła Hitlera zawierały zbyt mało głów. Instytut uznał, że ma większy talent do architektury niż malarstwa. Jeden z instruktorów, sympatyzujący z jego sytuacją i wierząc, że ma jakiś talent, zasugerował, aby złożył podanie na Akademię Architektury. Wymagałoby to jednak powrotu do szkoły średniej, z której zrezygnował i do której nie chciał wrócić.
Podczas rozmowy z sierpnia 1939 przed wybuchem II wojny światowej, opublikowanej w Brytyjskiej Błękitnej Księdze Wojennej, Hitler powiedział ambasadorowi brytyjskiemu Nevile’owi Hendersonowi: Jestem artystą, a nie politykiem. Gdy sprawa polska zostanie rozstrzygnięta, chcę zakończyć moje życie jako artysta.

### Okres wiedeński
W latach 1908–1913 Hitler zarabiał na życie malowaniem pocztówek i domów. Swój pierwszy autoportret namalował w 1910 w wieku 21 lat. Obraz ten, wraz z dwunastoma innymi obrazami Hitlera, został odkryty przez sierżanta majora armii amerykańskiej Williego J. Mc Kenna w 1945 w Essen w Niemczech.
Samuel Morgenstern, austriacki biznesmen i partner biznesowy młodego Hitlera w okresie wiedeńskim, kupił wiele jego obrazów. Według Morgensterna Hitler przyszedł do niego po raz pierwszy na początku 1910 lub w 1911, albo w 1912. Kiedy Hitler po raz pierwszy przyszedł do sklepu szklarzy Morgensterna, zaoferował Morgensternowi trzy swoje obrazy. Morgenstern prowadził bazę danych swoich klientów, dzięki której można było zlokalizować nabywców obrazów młodego Hitlera. Stwierdzono, że większość kupujących to Żydzi. Ważny klient Morgensterna, prawnik Josef Feingold, kupił serię jego obrazów przedstawiających stary Wiedeń.

### I wojna światowa
Hitler w wieku 25 lat służył w wojsku podczas I wojny światowej. Zabierał ze sobą na front papier i płótno, gdzie spędzał godziny na rysowaniu i malowaniu. Prace, które namalował w tym okresie, należały do jego ostatnich, zanim został politykiem. Tematyka jego malarstwa wojennego obejmowała domy rolników, garderobę i tym podobne.

### Aukcje obrazów
Wiele obrazów Hitlera zostało przejętych przez armię Stanów Zjednoczonych pod koniec II wojny światowej. Zostały zabrane do USA z innymi przechwyconymi materiałami i nadal są w posiadaniu rządu amerykańskiego, który odmówił zezwolenia na ich publiczne wystawianie. Inne obrazy były przechowywane przez osoby prywatne. W pierwszej dekadzie XXI wieku wiele z tych dzieł zaczęto sprzedawać na aukcjach. W 2009 dom aukcyjny Mullock’s of Shropshire sprzedał 15 obrazów Hitlera za łączną kwotę 97 672 funtów brytyjskich podczas gdy Ludlow’s of Shropshire sprzedało 13 dzieł za ponad 100 000 euro. Na aukcji przeprowadzonej w 2012 na Słowacji obraz wykonany w technice mieszanej osiągnął cenę 32 000 euro. 18 listopada 2014 akwarela Hitlera przedstawiająca stary urząd stanu cywilnego w Monachium została sprzedana na aukcji w Norymberdze za 130 000 euro. Akwarela zawierała paragon i podpisany list przez Alberta Bormanna, co mogło przyczynić się do jej stosunkowo wysokiej ceny sprzedaży. W lipcu 2017 Mullock sprzedał dwa zdjęcia rzadkich olejów Hitlera. Jedno pokazuje Dom nad jeziorem.
Akwarele należące do jednego z fotografów Hitlera, Heinricha Hoffmanna, są przechowywane w Army Center of Military History. Obrazy zostały wykorzystane w rozprawie Price przeciwko Stanom Zjednoczonym. Grupa uczonych szacuje, że w ciągu swojego życia Hitler ukończył zaledwie 300 prac. Jednak on w swojej książce Mein Kampf wspomniał, że podczas pobytu w Wiedniu tworzył około dwóch lub trzech obrazów dziennie. Nawet gdyby malował jeden portret dziennie przez lata spędzone w Wiedniu, liczba jego prac wynosiłaby znacznie ponad 600. Peter Jahn, być może jeden z czołowych znawców sztuki Hitlera, powiedział, że przeprowadził z Hitlerem dwa wywiady. Hitler powiedział, że w ciągu sześciu lat spędzonych w Wiedniu i Monachium, od 1908 do 1914, namalował ponad tysiąc obrazów, kilka z nich olejnych, jak Drzewo przy drodze z 1911.
Ernst Schulte-Strathaus został wyznaczony przez Hitlera w 1936 do zlokalizowania i zakupu namalowanych przez niego obrazów w latach 1907–1912 i 1921–1922. Jahn był jednym z pierwszych ludzi wyznaczonych przez Strathausa do tego zadania, zanim Hitler zaanektował Austrię w 1938. Spędził prawie cztery lata na śledzeniu wczesnych dzieł Hitlera, dopóki nie został powołany do służby wojskowej. Jahn został konsultantem do spraw sztuki w ambasadzie niemieckiej w Wiedniu w 1937, gdzie następnie wyszukiwał, kupował i zbierał poszczególne dzieła sztuki Hitlera, aby rzekomo zniszczyć większość obrazów. Po wojnie Jahn sprzedał jedną z największych kolekcji dzieł sztuki Hitlera, około 18 sztuk, ze średnią ceną sprzedaży 50 000 dolarów. Jedna z najobszerniejszych prywatnych kolekcji sztuki Hitlera znajduje się w Międzynarodowym Muzeum II Wojny Światowej w Natick w stanie Massachusetts.